# Krämpbol

Krämpbol är ett före detta järnbruk i Östra Vingåkers socken, Katrineholms kommun.
Järnbruket anlades på 1630-talet och lades ned på 1870-talet i samband med att höjdskillnaden från Viren till Lillsjön blev för liten att nyttja vid bruksdriften. Senare fanns här ett sliperi för marmor från marmorbrott i Krämpbol, Glopphälla och Bonneråd.
Idag finns bara ruiner, rester av bruksdammen, en smedsbostad samt inspektorsbostaden bevarad.